# Theodor Renaud
Theodor Renaud (Pseudonym: Theodor Vulpinus) (* 6. Februar 1844 in Erlangen; † 28. September 1910 in Straßburg) war ein deutscher Schriftsteller.

## Leben
Als Sohn des französisch-reformierten Predigers Jacques Renaud, einer Refugie-Familie entstammend, studierte Renaud nach dem Besuch des Gymnasiums in Erlangen Evangelische Theologie in Erlangen und Berlin. Während seines Studiums wurde er im Wintersemester 1861/62 Mitglied der Burschenschaft der Bubenreuther.
Nach seinem Studium wurde er in Bayreuth 1867 Pfarrer der reformierten Gemeinde. 1872 legte er das Amt nieder und arbeitete als Redakteur der Straßburger Zeitung. 1876 wurde er zum kaiserlichen Kreisschulinspektor in Rappoltsweiler berufen. In gleicher Funktion wirkte er später in Colmar. 1889 wurde er Regierungs- und Schulrat der Bezirksregierung in Colmar. 1905 wurde er beim Eintritt in den Ruhestand Geheimer Regierungsrat und zog nach Straßburg.
1904 wurde er Direktoriumsmitglied der Kirche Augsburger Konfession. In Straßburg wurde er 1905 Präsident des konservativ-nationalen Alsa-Bundes, einer Vereinigung literarisch interessierter Pfarrer und Lehrer, die die Zeitschrift Erwinia herausgaben.
Er verfasste deutsche und lateinische Gedichte, die teilweise von Alexander von Zemlinsky und Heinrich Zöllner vertont wurden. Sein Gedicht Kaiser Wilhelm I. war in einer früheren Ausgabe des Deutschen Kommersbuches enthalten. Er war auch als Übersetzer tätig.

## Veröffentlichungen (Auswahl)
- Zeitgedichte für Volk und Heer. Stuttgart 1871.
- Französisch-deutsches Liederbuch. Von Theodor Vulpinus. Strassburg 1886.
- Ritter Friedrich Kappler. Ein elsässischer Feldhauptmann aus dem 15. Jahrhundert. (= Beiträge zur Landes- und Volkeskunde von Elsass-Lothringen. XXI. Heft, 1896) Strassburg 1896 (Google Books).
- Des ersten Strassburger Reformators Mathis Zell von Kaysersberg Verantwortung gegen die Anklage auf Ketzerei 1523. Colmar 1908.
- Paulus Beck von Straßburg und seine Schicksale: 1705–1778. (= Beiträge zur Landes- und Volkeskunde von Elsaß-Lothringen und den angrenzenden Gebieten. 39.) Strassburg 1910.
- Die Entwicklung des Eisenbahnwesens in Preussen seit dem Jahre 1888. Berlin 1914.